# Diebold von Geroldseck
Diebold III. von Geroldseck (* um 1490; † 11. Oktober 1531 in der Schlacht bei Kappel am Albis) war ein Benediktinermönch des Klosters Einsiedeln, der sich unter dem Einfluss von Ulrich Zwingli der Reformation öffnete. Diebold III. von Geroldseck förderte die Reformation als Administrator des Klosters Einsiedeln im Kanton Schwyz, bevor er sein Amt 1525 niederlegen musste und bis zu seinem Tod in Zürich lebte.

## Leben
Diebold stammte aus der verarmten Ortenauer Adelsfamilie von Geroldseck. Der Sohn Gangolfs I.von Geroldseck und der Gräfin Kunigunde von Montfort wuchs auf der Burg Hohengeroldseck auf. Er lebte seit 1499 in Einsiedeln, legte 1505 die Profess ab und wurde 1513 vom 73-jährigen Abt Konrad zum Administrator ernannt. In seine Zeit fielen der Wiederaufbau der 1509 durch einen Brand beschädigten Kirche und Klostergebäude und weitere Bautätigkeiten.
Er konnte am 10. Dezember 1518 im Streit mit dem Konstanzer Bischof die Exemption des Klosters von jeder Gerichtsbarkeit, Abgabe, Herrschaft, Gewalt, Aufsicht und Visitation des Bischofs „auf ewige Zeiten“ durch Papst Leo X. erreichen.

### Personalberufungen nach Einsiedeln
Am 14. April 1516 berief er Ulrich Zwingli als Leutpriester nach Einsiedeln, (1516–1518). 
Er berief 1522 oder 1523 Oswald Myconius als Lehrer nach Einsiedeln und stand mit Erasmus von Rotterdam in schriftlichem Kontakt.
Diebold III. von Geroldseck besetzte die dem Stift Einsiedeln unterstellten Pfarreien mit Anhängern der Reformation:
- Einsiedeln 1516 mit Ulrich Zwingli 1519 mit Leo Jud und 1522 mit Johannes Oechslin
- Freienbach mit Franz Zingg
- Insel Ufnau mit Jakob Keiser, später Hans Klarer (der gewährte dem sterbenden Ulrich von Hutten im August 1523 auf der Klosterinsel Asyl.)
- Weiningen mit Georg Stäheli(n), dieser war zuvor schon kurz in Freienbach Stellvertreter von Franz Zingg.
- Eschenz mit Jakob Nusplinger
- Schwerzenbach Hans Klarer, später: Jakob Keiser

Unter dem Einfluss der reformatorischen Lehre gingen die Wallfahrten zurück. Zwischen 1522 und 1525 kam es zu Spannungen mit den Schwyzer Herren, so dass Diebold III. von Geroldseck Anfang 1525 sein Amt niederlegte.

### In Zürich
Im März 1525 verließ Diebold III. von Geroldseck Einsiedeln, wo die Schwyzer am 20. Januar 1526 Martin von Kriens, einen Laien, «zu einem Regenten und Statthalter des Gotteshauses» mit dem Titel eines «Schaffners des Gotteshauses» einsetzten. Als Abt Konrad am 20. Juli 1526 auf die Abtei verzichtete, wurde Ludwig Blarer von Wartensee am 14. August 1526 als Abt eingesetzt. Auch Diebold, unterstützt von seinem Bruder Gangolf II. von Geroldseck, machte seine Ansprüche geltend, fand aber kein Gehör. Die Schwyzer bewogen Gangolf II. durch das Versprechen einer Abfindungssumme zum Rückzug. Da diese offenbar nicht ausbezahlt wurde, setzte sich Diebold Anfang 1527 auf dem Einsiedlerhof in Zürich fest und begann die Abgaben des Klosters im Zürcheramt einzuziehen. Der Konflikt zog sich zwei Jahre hin. Im November 1529 wurde ein Vertrag geschlossen, der die Gemeinden Meilen, Stäfa, Männedorf, Brütten und Erlenbach ZH, die bisher Geroldseck Abgaben geleistet hatten, verpflichtete, diese wieder dem Stift Einsiedeln zuzuleiten. Geroldseck verzichtete gegen eine Pension auf alle Ansprüche, blieb aber Mitglied des Konvents von Einsiedeln.
Diebold blieb in Zürich, heiratete und starb wie Zwingli am 11. Oktober 1531 in Kappel am Albis, s. Zweiter Kappelerkrieg / Schlacht bei Kappel.